# Чжуннаньхай

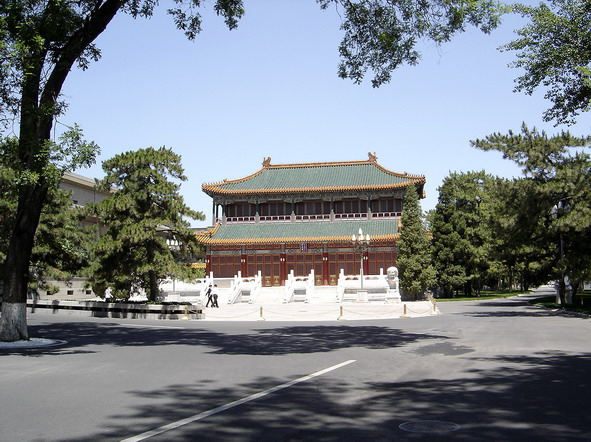
Зал Пурпурного света (Цзыгуан-Гэ) в Чжуннаньхае, использующийся для государственных приёмов

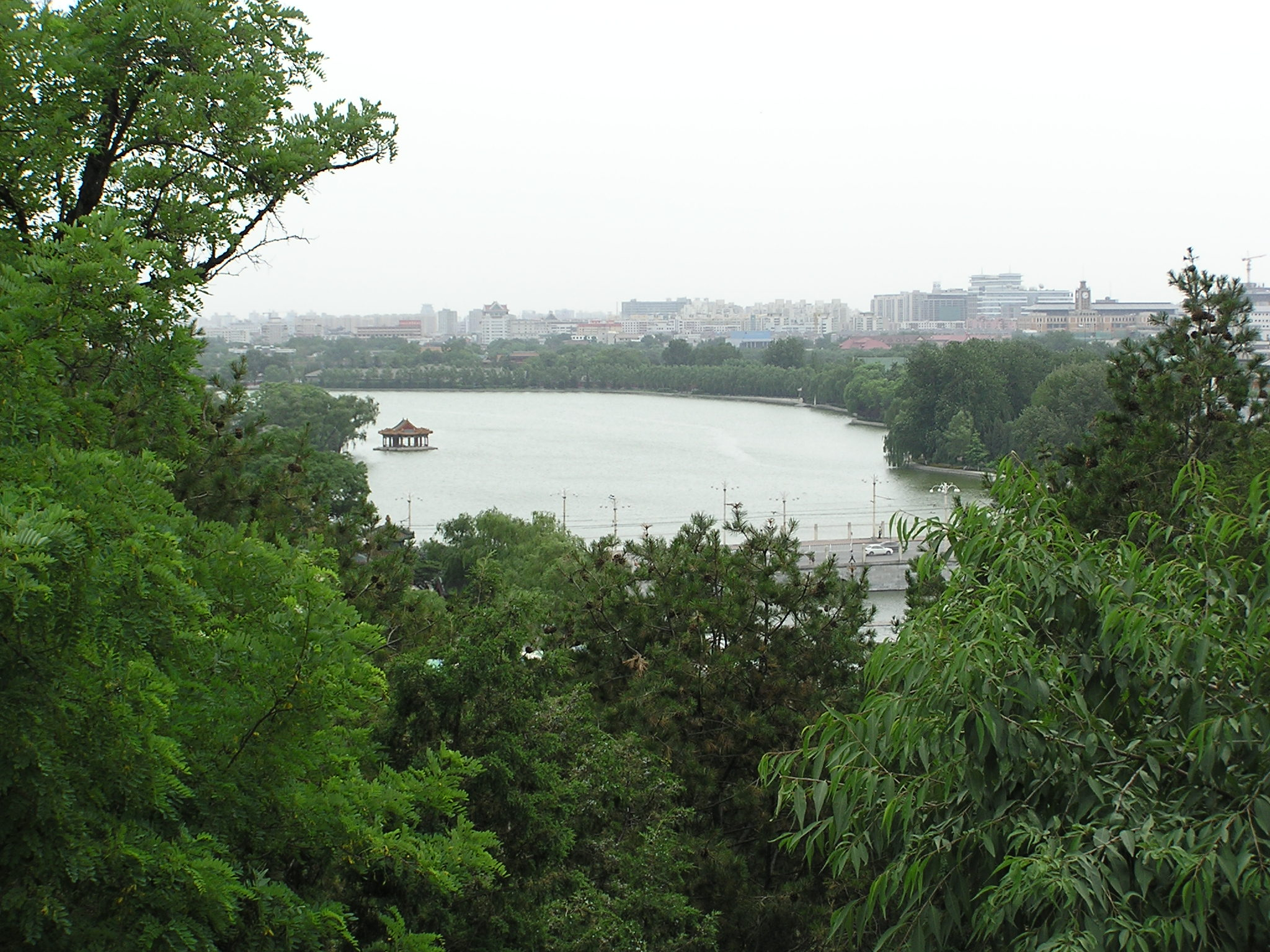
Вид на Северное озеро с территории Чжуннаньхая

План Чжуннаньхая

Чжуннаньхай (кит. 中南海, пиньинь zhōngnánhǎi, «Центральное и Южное моря») — рукотворное озеро в Пекине, расположенное непосредственно к западу от Запретного города и занимающее примерно такую же площадь. Этот квартал называют «новым запретным городом», так как по берегам озера расположены штаб-квартиры высших органов власти КНР.
Озеро состоит из соединённых протокой южного озера (Наньхай) и центрального озера (Чжунхай). К северу от Чжуннаньхая лежит Северное озеро (Бэйхай), вокруг которого раскинулся одноимённый парк. Одна из достопримечательностей озёрного района Пекина — суперсовременный Национальный центр исполнительских искусств.
В китайских СМИ термин «Чжуннаньхай» употребляется для обозначения высшего руководства КНР (аналогично тому, как слово «Кремль» используется для обозначения государственной власти России).